# Fleje

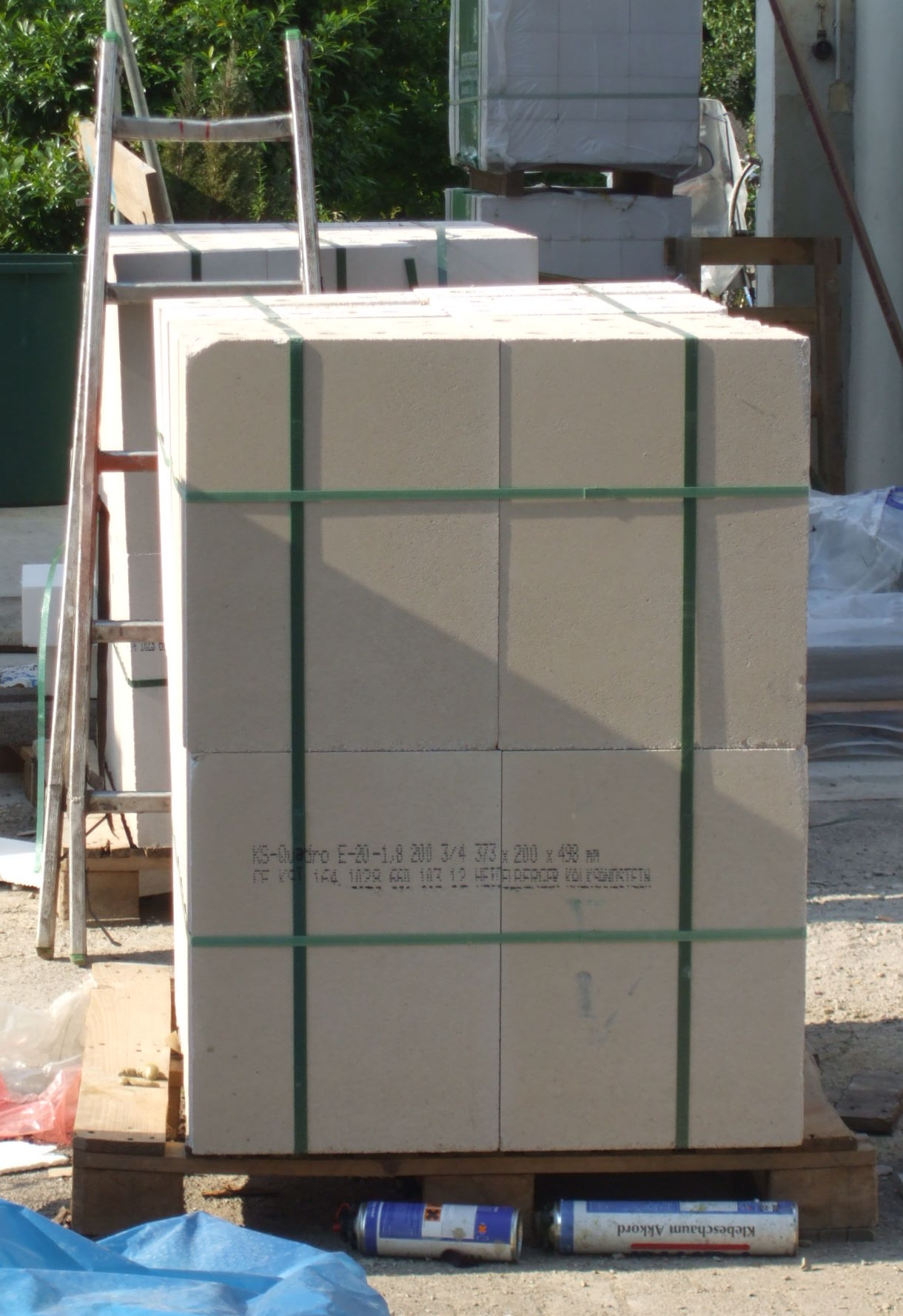
Mercancía paletizada y flejada

Un fleje o rapel es una cinta continua de material utilizada en la industria como materia prima, en el transporte de mercadería para la sujeción de cargas, y en la construcción como elemento de fijación.
Sus materiales y dimensiones varían según su campo de aplicación.
En algunos países de Hispanoamérica, como Perú y Chile, el fleje se conoce por «zuncho» o «precinto», aunque el uso de estos términos no sea universal, la cinta.

## Materiales
- Fleje metálico no ferroso: puede ser de cobre, latón, bronce, aluminio, etc.
- Fleje metálico ferroso: de acero o hierro (pueden tener tratamientos superficiales para evitar la corrosión: galvanizado, electrocincado, pintado, etc.)
- Fleje plástico: de PVC, polipropileno, poliéster

## Usos

### Para la industria

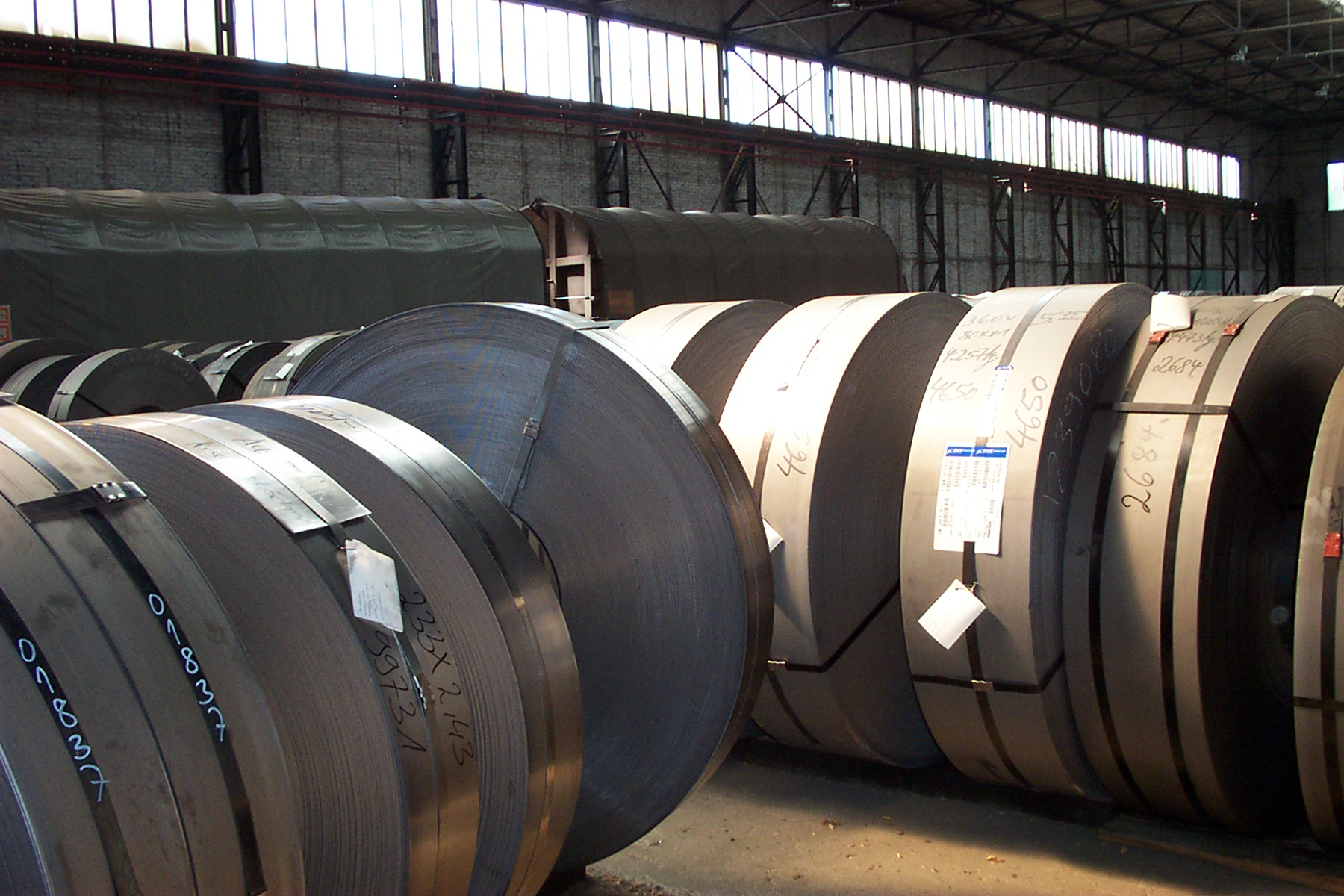
Bobinas de flejes de acero.

En la industria manufacturera encuentra su uso en la elaboración de piezas, en especial donde el proceso productivo requiere el ingreso continuo de material.

### Para el transporte

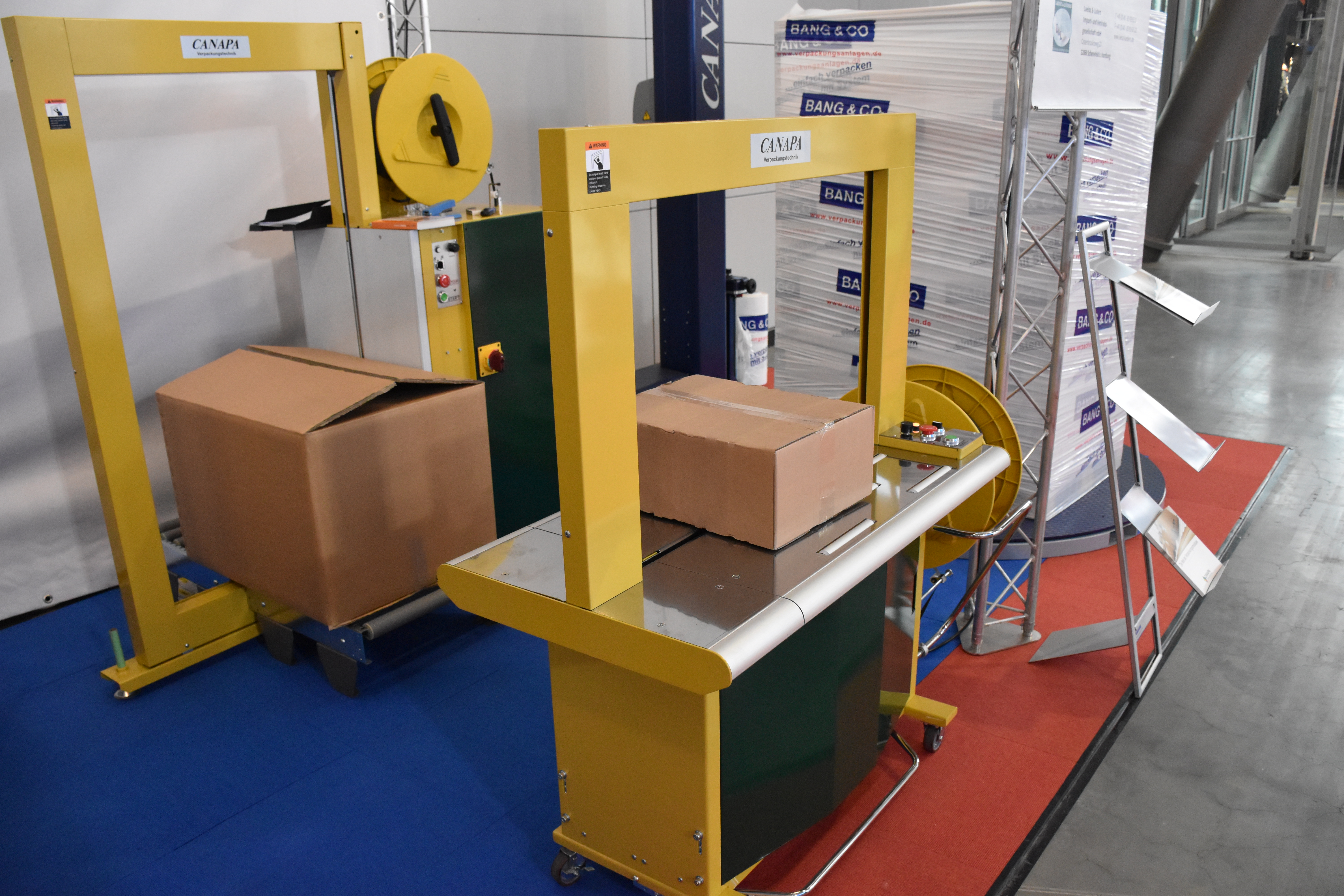
Máquinas de flejado

En el transporte de cargas se utiliza el fleje para fijar las mercancías o el embalaje.  
Para esta aplicación originalmente se utilizaba solo fleje metálico pero durante el siglo XX, con la evolución en el tratamiento industrial de plásticos, el uso del fleje metálico se ha ido trasladando paulatinamente al fleje de plástico en ciertas aplicaciones de embalaje. 
Aun así, el fleje metálico se continúa utilizando cuando se requiere una mayor resistencia a la tracción que la que ofrecen los flejes plásticos. 
Para cerrar el fleje en la operación de empaquetado se utiliza una hebilla metálica o en alguno casos termosellado para los flejes plásticos.

### Para la construcción
En la construcción se suele utilizar como abrazadera para la sujeción de distintos elementos como ser cables, carteles, caños, estructuras metálicas, etc. Para estas aplicaciones suele utilizarse el fleje de acero.